# Thoosa mismalolli
Thoosa mismalolli is een sponssoort in de taxonomische indeling van de gewone sponzen (Demospongiae). Het lichaam van de spons bestaat uit kiezelnaalden en sponginevezels, en is in staat om veel water op te nemen. 
De spons behoort tot het geslacht Thoosa en behoort tot de familie Thoosidae. De wetenschappelijke naam van de soort werd voor het eerst geldig gepubliceerd in 2004 door Carballo, Cruz-Barraza & Gomez.